# Natació al Campionat del Món de natació de 2013 – 800 m lliures femení
Els 800 metres lliures femení es van celebrar entre el 2 i 3 d'agost de 2013 al Palau Sant Jordi a Barcelona.

## Rècords
Els rècords del món abans de començar la prova:
| Rècord del món       | Rebecca Adlington, Regne Unit | 8:14.10 | Pequín, Xina | 16 d'agost de 2008 |
| Rècord del campionat | Lotte Friis, Dinamarca        | 8:15.92 | Roma, Italia | 1 d'agost de 2009  |

Durant el transcurs de la prova es van batre els rècords del món i dels campionats, fixant-los en els següents temps:
| Data      | Sèrie | Nom           | País         | Temps   | Rècord |
| --------- | ----- | ------------- | ------------ | ------- | ------ |
| 3 d'agost | Final | Katie Ledecky | Estats Units | 8:13.86 | WR, CR |

## Resultats
NR: Rècord Nacional
OC: Rècord d'Oceania
WR: Rècord del món
DNS: No presentada

### Sèries[1]
| Posició | Sèrie | Carrer | Nom                       | País                           | Temps    | Notes |
| ------- | ----- | ------ | ------------------------- | ------------------------------ | -------- | ----- |
| 1       | 4     | 4      | Katie Ledecky             | Estats Units                   | 8:20.65  | Q     |
| 2       | 2     | 5      | Lauren Boyle              | Nova Zelanda                   | 8:21.00  | Q, OC |
| 3       | 4     | 5      | Lotte Friis               | Dinamarca                      | 8:23.00  | Q     |
| 4       | 2     | 4      | Mireia Belmonte           | Catalunya                      | 8:25.03  | Q     |
| 5       | 3     | 3      | Boglárka Kapás            | Hongria                        | 8:25.26  | Q     |
| 6       | 3     | 7      | Martina de Memme          | Itàlia                         | 8:26.95  | Q     |
| 7       | 3     | 6      | Andreina Pinto            | Veneçuela                      | 8:27.03  | Q     |
| 8       | 4     | 3      | Chloe Sutton              | Estats Units                   | 8:27.41  | Q     |
| 9       | 3     | 4      | Jazmin Carlin             | Regne Unit                     | 8:27.48  |       |
| 10      | 2     | 3      | Jessica Ashwood           | Austràlia                      | 8:27.74  |       |
| 11      | 2     | 2      | Kristel Köbrich           | Xile                           | 8:29.32  |       |
| 12      | 4     | 2      | Shao Yiwen                | R.P. de la Xina                | 8:29.71  |       |
| 13      | 3     | 2      | Alexa Komarnycky          | Canadà                         | 8:29.87  |       |
| 14      | 3     | 5      | Xu Danlu                  | R.P. de la Xina                | 8:29.98  |       |
| 15      | 3     | 1      | Sarah Köhler              | Alemanya                       | 8:34.72  |       |
| 16      | 3     | 0      | Samantha Arevalo          | Equador                        | 8:35.99  | NR    |
| 17      | 4     | 6      | Eleanor Faulkner          | Regne Unit                     | 8:36.04  |       |
| 18      | 4     | 1      | Isabelle Härle            | Alemanya                       | 8:36.83  |       |
| 19      | 2     | 6      | Beatriz Gómez Cortes      | Espanya                        | 8:37.26  |       |
| 20      | 4     | 7      | Savannah King             | Canadà                         | 8:40.35  |       |
| 21      | 2     | 1      | Julia Hassler             | Liechtenstein                  | 8:40.89  |       |
| 22      | 4     | 0      | Susana Escobar            | Mèxic                          | 8:42.84  |       |
| 23      | 2     | 8      | Tjasa Oder                | Eslovènia                      | 8:42.96  |       |
| 24      | 4     | 8      | Katya Bachrouche          | Líban                          | 8:50.08  |       |
| 25      | 3     | 9      | Khoo Cai Lin              | Malàisia                       | 8:51.87  |       |
| 26      | 3     | 8      | Carolina Queiroz          | Brasil                         | 8:52.10  |       |
| 27      | 4     | 9      | Virginia Bardach          | Argentina                      | 8:52.79  |       |
| 28      | 2     | 0      | Kyna Pereira              | Sud-àfrica                     | 8:54.10  |       |
| 29      | 2     | 9      | Andrea Basaraba           | Sèrbia                         | 8:58.04  |       |
| 30      | 1     | 6      | Valerie Gruest            | Guatemala                      | 8:59.70  |       |
| 31      | 1     | 4      | Benjaporn Sriphanomithorn | Tailàndia                      | 9:05.32  |       |
| 32      | 1     | 3      | Lani Cabrera              | Barbados                       | 9:08.84  |       |
| 33      | 1     | 5      | Raina Ramdhani            | Indonèsia                      | 9:10.75  |       |
| 34      | 1     | 2      | Daniela Miyahara          | Perú                           | 9:15.94  |       |
| 35      | 1     | 7      | Daniela Benavides         | Cuba                           | 9:38.20  |       |
| 36      | 1     | 8      | San Khant Khant Su        | Myanmar                        | 10:03.20 |       |
| 37      | 1     | 1      | Monica Saili              | Samoa                          | 10:11.46 |       |
| 38      | 1     | 0      | Victoria Chentsova        | Illes Mariannes Septentrionals | 10:14.63 |       |
| 39      | 2     | 7      | Camille Muffat            | França                         |          | DNS   |

### Final[2]
| Posició | Carrer | Nom              | País         | Temps   | Notes |
| ------- | ------ | ---------------- | ------------ | ------- | ----- |
| 1       | 4      | Katie Ledecky    | Estats Units | 8:13.86 | WR    |
| 2       | 3      | Lotte Friis      | Dinamarca    | 8:16.32 |       |
| 3       | 5      | Lauren Boyle     | Nova Zelanda | 8:18.58 | OC    |
| 4       | 2      | Boglárka Kapás   | Hongria      | 8:21.21 | NR    |
| 5       | 6      | Mireia Belmonte  | Catalunya    | 8:21.99 |       |
| 6       | 8      | Chloe Sutton     | Estats Units | 8:27.75 |       |
| 7       | 1      | Andreina Pinto   | Veneçuela    | 8:29.37 |       |
| 8       | 7      | Martina de Memme | Itàlia       | 8:37.29 |       |